# Кряжева фортеця
Кряжева фортеця — фортеця, що входила до складу Дніпровської лінії. Збудована в 1770 році.
Була розташована поблизу сучасного села Таврійське Оріхівського району Запорізької області.
Залишки п'яти редутів цієї фортеці збереглися до нашого часу.
Поблизу фортеці засновано хутір Жеребець, де мешкали відставні солдати та будівельники, у 1939 році хутір перейменовано на Кірове.